# Maxus V90
Maxus V90 – samochód dostawczo-osobowy typu van klasy wyższej produkowany pod chińską marką Maxus od 2019 roku.

## Historia i opis modelu

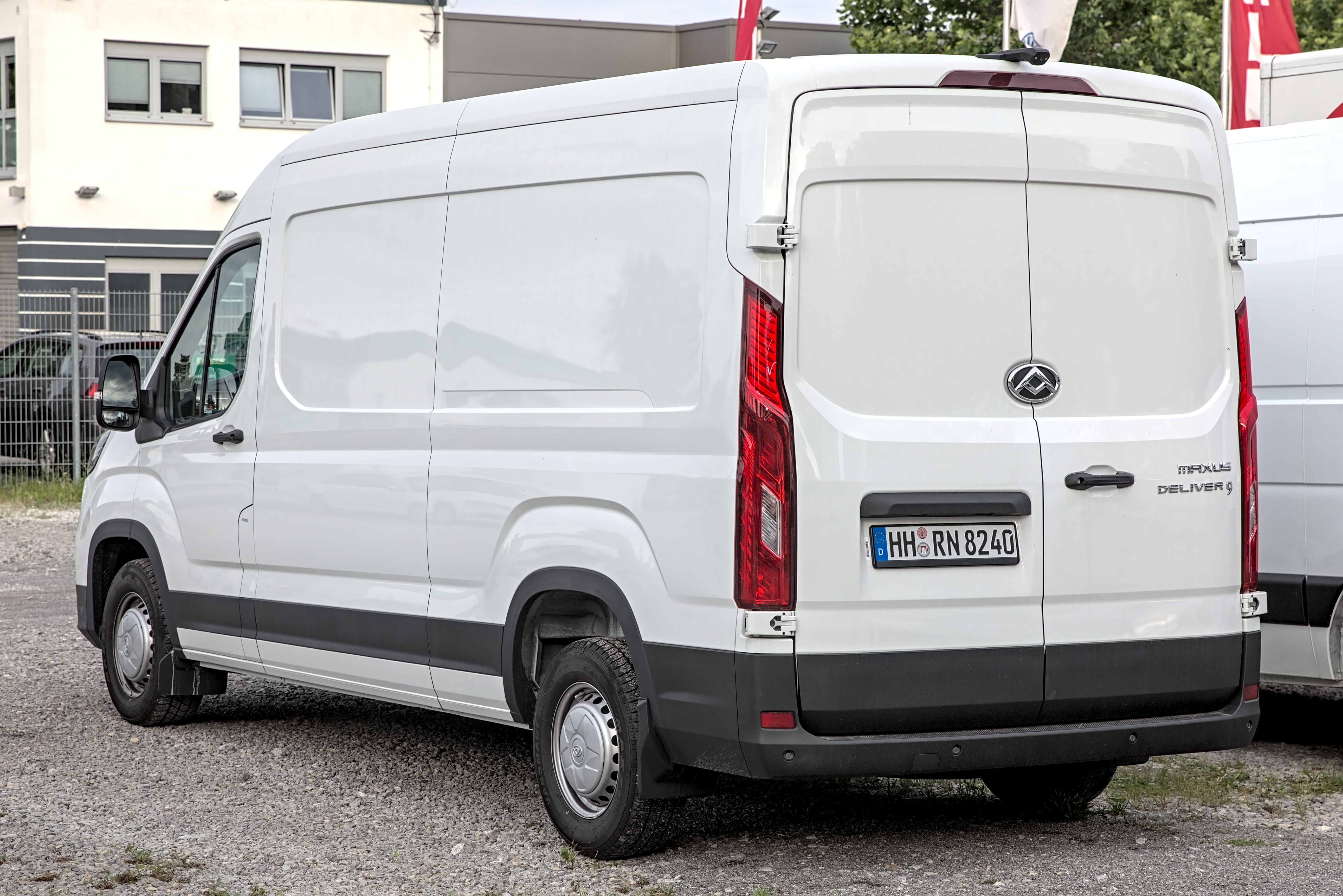
euripejski Maxus Deliver 9 – tył

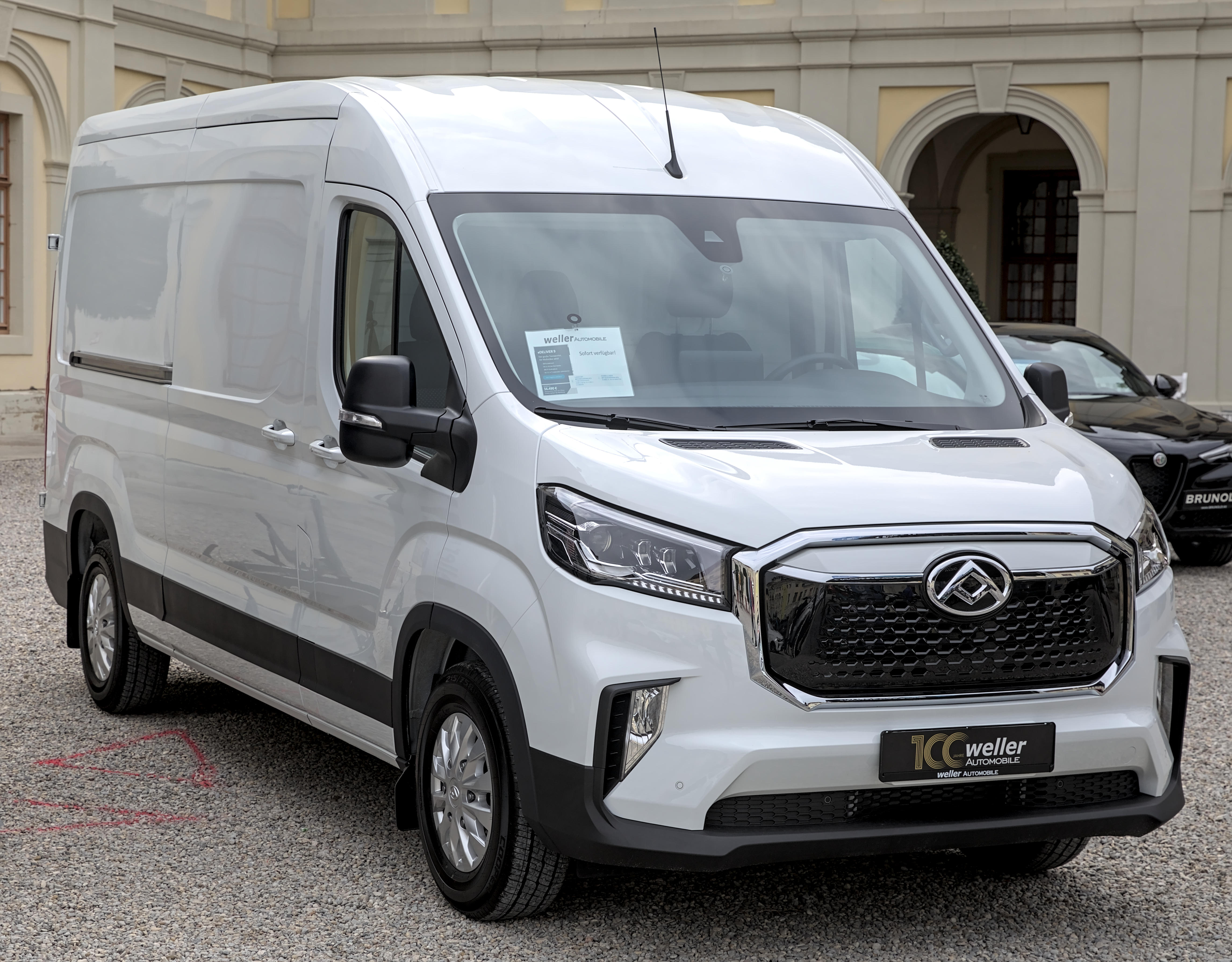
europejski Maxus eDeliver 9

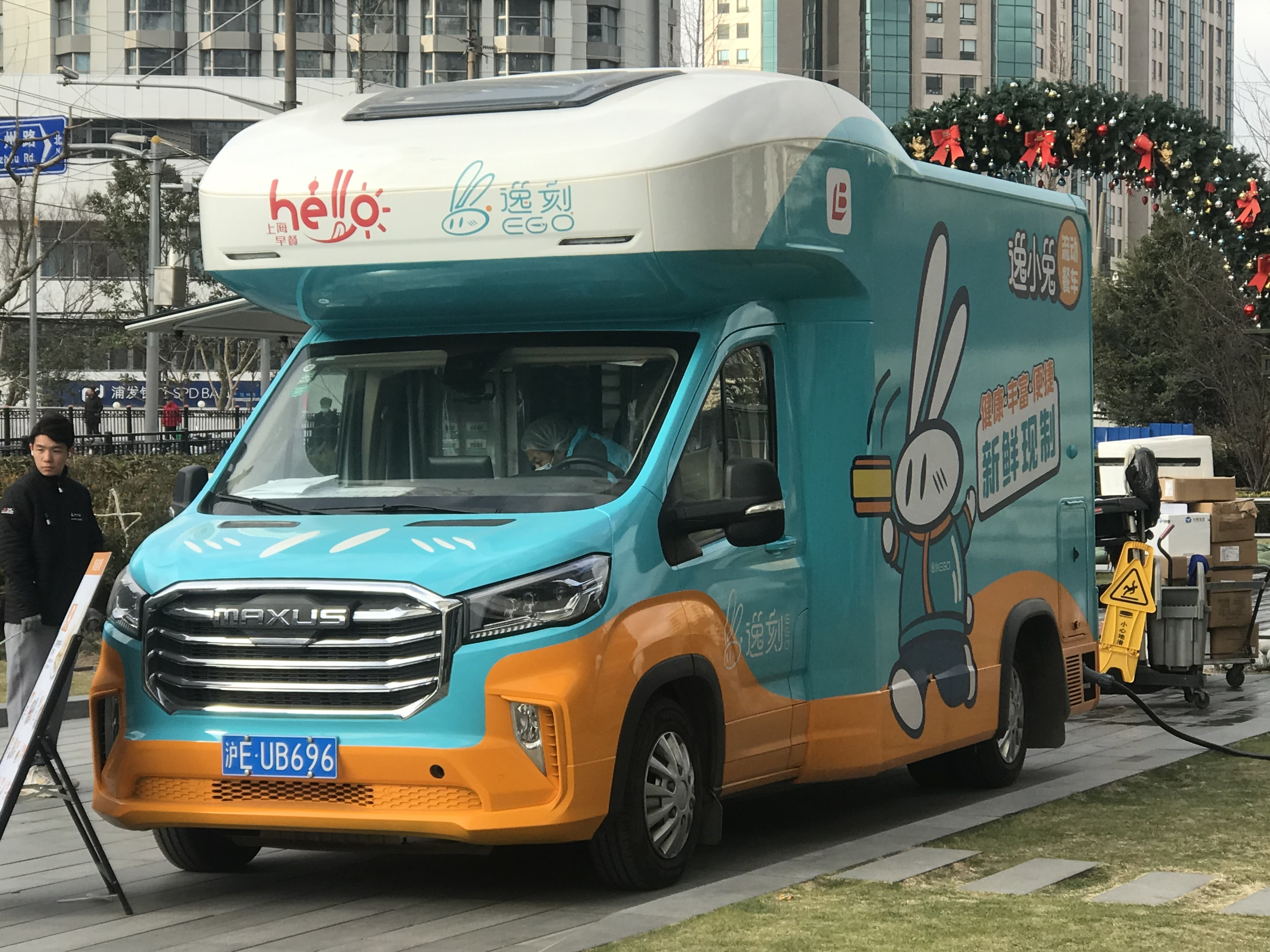
Maxus V90 jako Foodtruck

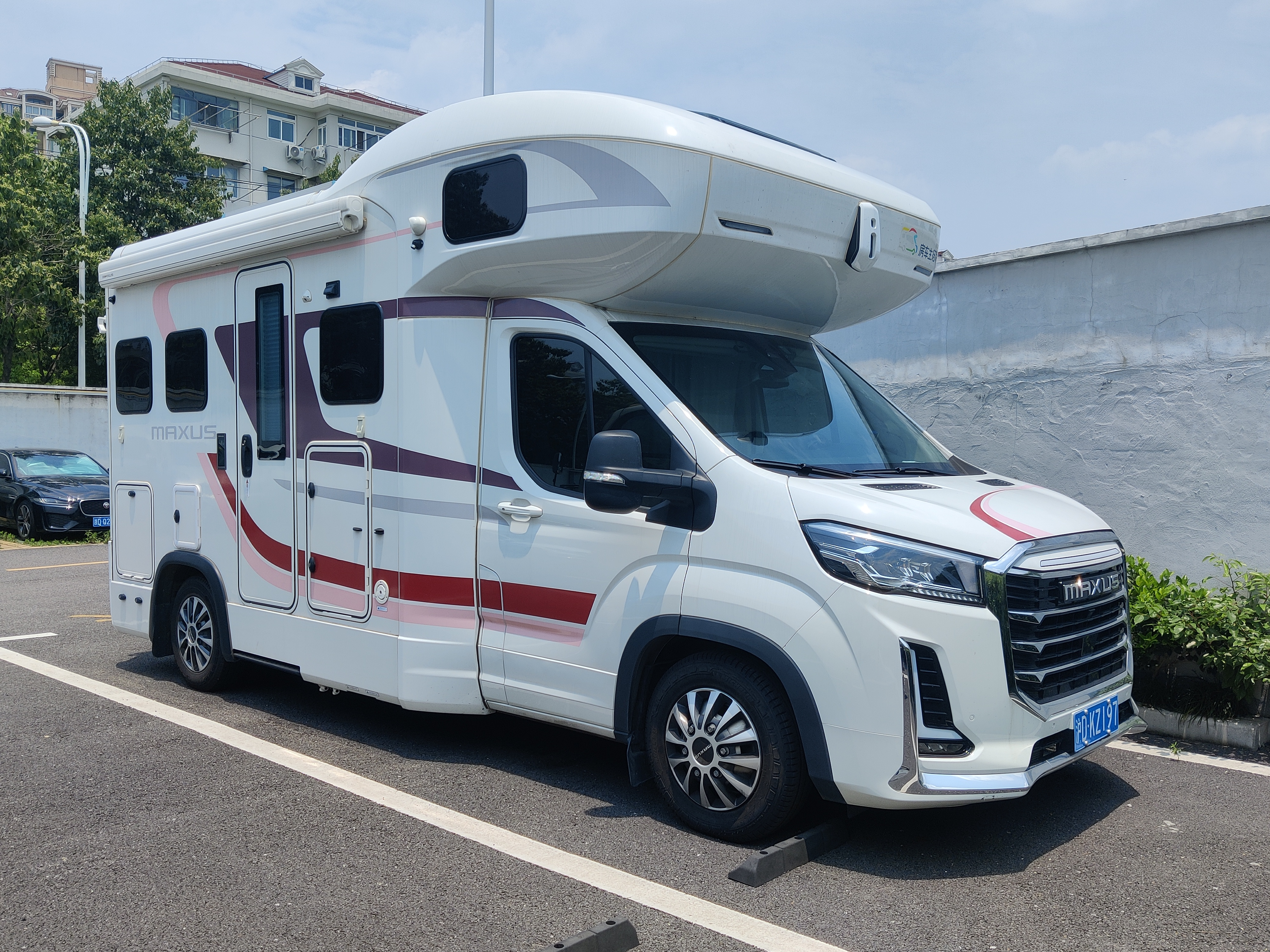
Maxus V100

Model V90 został przedstawiony przez Maxusa jako nowa generacja samochodu dostawczego, w przeciwieństwie do V80 zbudowanego jeszcze za czasów brytyjskiego LDV, będącego samodzielną już konstrukcją chińskiego SAIC. Pojazd zbudowany został jako odpowiedź na konkurencyjne, duże samochody dostawcze m.in. europejskich producentów jak Mercedes-Benz Sprinter.
Poza wariantem dostawczym, Maxus V90 oferowany jest także jako podwozie do zabudowy, a także duży osobowy van lub minibus z różnymi rozstawami osi i długościami nadwozia w zależności od miejsc dla pasażerów.
Wynika to z zastosowania platformy umożliwiającej wszechstronne modyfikowanie wariantów nadwoziowych, a także źródeł przeniesienia napędu. V90 oferowany jest z 6-biegową manualną, zautomatyzowaną lub w pełni automatyczną przekładnią biegów.
Topowy samochód dostawczy Maxusa wyposażony został w szeroką gamę systemów bezpieczeństwa, które poza adaptacyjnym tempomatem i asystentem kierowcy, oferuje także funkcję ostrzegania przed zderzeniem i zmianą pasa ruchu, a także monitorowanie martwego pola pojazdu.
Maxus V90 wyposażony został w jedną jednostkę napędową w postaci czterocylindrowego, 2-litrowego silnika wysokoprężnego z podwójnym turbodoładowaniem i wtryskiem typu common rail. Jednostka rozwija moc 170 KM i osiąga maksymalny moment obrotowy 400 Nm dostępny przy 1500 obrotów.

### EV90
Oprócz wariantu spalinowego model V90 został opracowany także jako samochód elektryczny pod nazwą Maxus EV90. Pod kątem wizualnym odróżnia się on plastikową, połyskującą zaślepką w miejscu atrapy chłodnicy, z kolei pod kątem technicznym elektryczny furgon Maxusa napędza silnik elektryczny o mocy 204 KM i 350 Nm maksymalnego momentu obrotowego, z kolei nabywcy wybierać mogą baterie w trzech wariantach pojemności: 51,5 kWh, 72 kWh lub 88,55 kWh. Pozwalają one osiągnąć zasięg na jednym ładowaniu wynoszący odpowiednio 180, 235 lub 296 kilometrów według europejskiej normy pomiarowej WLTP.

### V100
W listopadzie 2020 przedstawiona została linia modelowa Maxus V100 będąca fabryczną konwersją V90 na pełnowartościowego kampera, dostępną w dwóch wariantach nadwoziowych: jako van z kabiną przerobioną na część gospodarczo-wypoczonkowo-spalną lub nadbudowa oferująca m.in. większą część spalną i obszerniejszą przestrzeń użytkową.

### Sprzedaż
Maxus V90 powstał zarówno z myślą o wewnętrznym rynku chińskim, jak i o rynkach eksportowych. W 2020 roku samochód trafił do sprzedaży w Australii i Nowej Zelandii pod marką LDV jako LDV Deliver 9 lub LDV e Deliver 9 w wersji elektrycznej, z kolei w Wielkiej Brytanii i Irlandii zdecydowano się wprowadzić pojazd do sprzedaży pod marką Maxus jako Maxus Deliver 9 lub Maxus e Deliver 9. Od 2021 roku pod taką samą nazwą samochód dostawczy oferowany jest także na wybranych rynkach europejskich, w tym w Polsce.

### Silnik
- R4 2.0l Turbo